# Wang Fu
Wang Fu, nome di cortesia Mengduan (孟端) (cinese semplificato: 王绂; cinese tradizionale: 王紱; pinyin: Wáng Fú; Wuxi, 1362 – 1416) è stato un pittore e calligrafo cinese, attivo durante l'epoca della dinastia Ming (1368-1644).
Nato a Wuxi, nella provincia del Jiangsu, Wang Fu era anche conosciuto con gli pseudonimi di Youshi (友石), Jiulong shanren (九龙山人) e Aosou (鳌叟).
Il suo stile pittorico seguiva quello dei maestri Wang Meng e Ni Zan, in aggiunta a pitture a inchiostro di bambù in uno stile libero e disinibito.